# Teatro Romano de Cádis

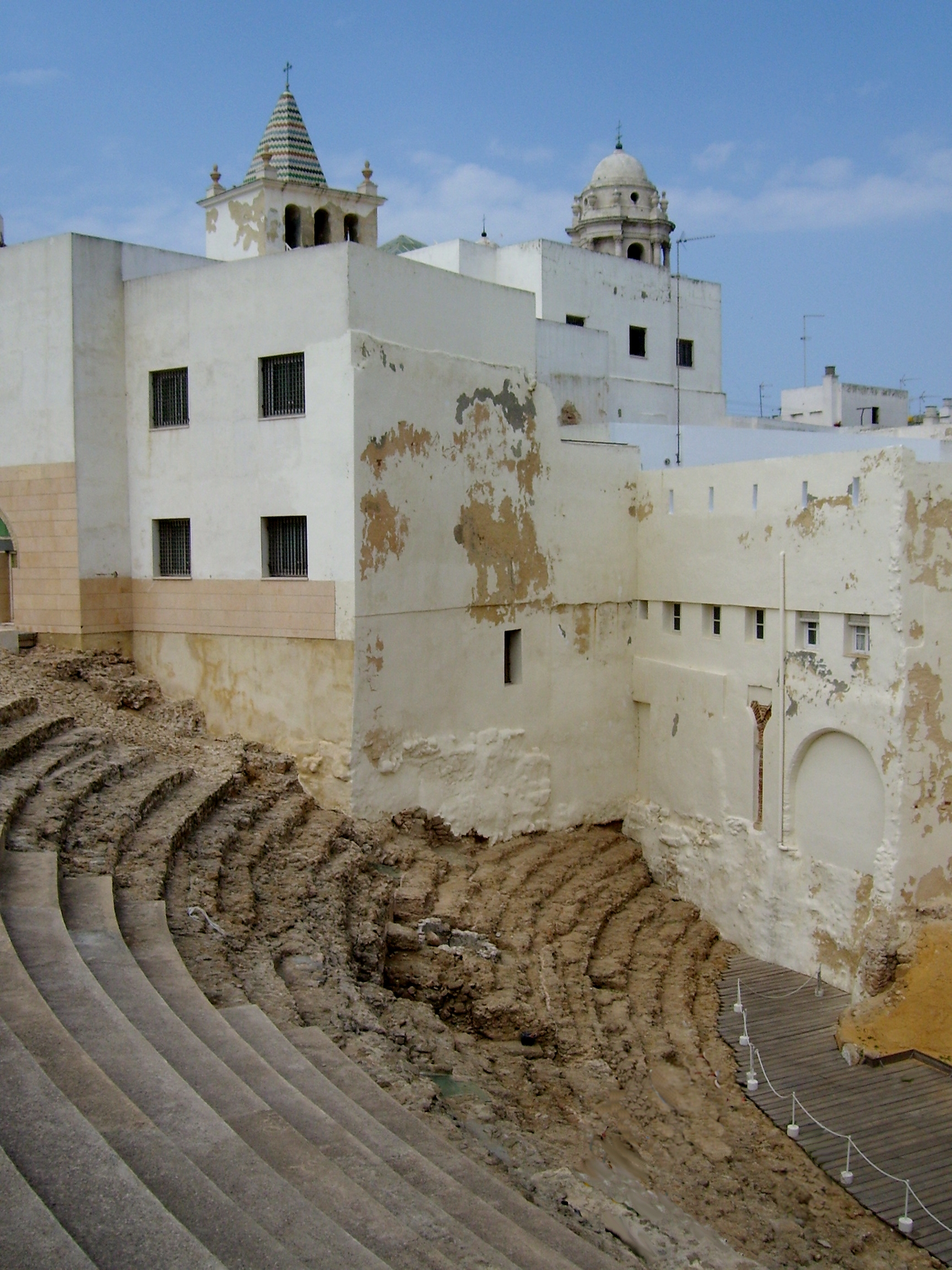
Teatro de Cádis

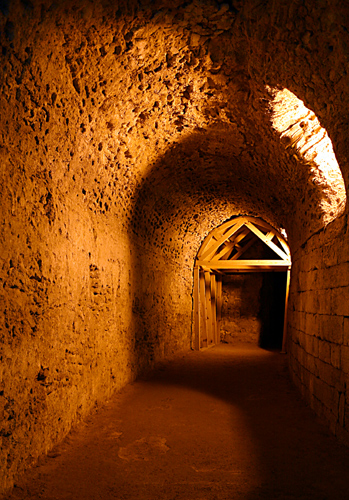
Interior do Teatro de Cádis

O Teatro Romano de Cádis (Theatrum Balbi) é uma estrutura antiga em Cádiz, Andaluzia no sul da Espanha. Os restos (apenas parcialmente escavados) foram descobertos em 1980. O teatro, que provavelmente foi construído durante o século I a.C. e foi um dos maiores já construídos no Império Romano, foi abandonado no século IV e, no século XIII, uma fortaleza foi construída sobre suas ruínas por ordem do rei Alfonso X de Castela.
O teatro apresentava uma cavea com um diâmetro de mais de 120 metros e podia abrigar cerca de 10 mil espectadores. O teatro foi uma das poucas estruturas romanas da antiga Hispânia mencionada por autores clássicos, incluindo Cícero e Estrabão. As escavações no local também encontraram vestígios de um quarto datado do período taifa, califado almóada e fossas do século XVII.